# Ian Murdock
Ian Murdock (28 de abril de 1973 – 28 de dezembro de 2015) foi um programador da Alemanha, fundador do projeto Debian e da distribuição linux comercial Progeny Debian. Ian criou o Debian em 1993 e escreveu seu famoso Manifesto Debian. O nome da distribuição se deve a união de seu nome com o de sua namorada, na época, Debra. Ian se casou com Debra e em 2007 se divorciou.
Em 1996, cedeu a licença a Bruce Perens. Ian pertenceu ao projeto Linux Standard Base (LSB), cuja missão é padronizar, no que for possível, as distintas distribuições do Linux.
Ian foi encontrado morto em 28 de dezembro de 2015, em San Francisco. Na ocasião, trabalhava na empresa Docker. Apesar de inicialmente uma causa de morte não ter sido divulgada, em julho de 2016 foi anunciado que a causa fora suicídio por asfixia. Em seus últimos tweets, Murdock anunciara seu suicídio, mas depois negou que o cometeria. No mesmo dia, Murdock escreveu em seu Twitter que teria sido vítima de abuso policial e subsequentemente denunciado por ter agredido um policial, escrevendo que dedicaria sua vida ao combate ao abuso policial. Sua conta no Twitter foi desativada na sequência. A polícia de San Francisco confirmou que Murdock fora detido no mesmo dia em uma suspeita de invasão domiciliar e que ele aparentava estar embriagado. A polícia afirmou que ele apresentou comportamento violento e que foi levado no mesmo dia à prisão por suspeita de infrações. Segundo a polícia, Murdock não apresentava comportamento suicida e teria sido examinado por um médico antes de ser liberado. O médico legista confirmou que Murdock foi encontrado morto.